# Brienne de Tarth
Brienne de Tarth es un personaje ficticio de la saga Canción de hielo y fuego de George R.R. Martin. Su primera aparición se produce en el libro Choque de reyes y cuenta con capítulos propios en el cuarto libro de la saga, Festín de cuervos.
Brienne es la hija única y heredera de Lord Selwyn Tarth de Castillo del Atardecer; tenía tres hermanos, ninguno de los cuales sobrevivió más allá de la niñez. Su familia debe lealtad a la Casa Baratheon de Bastión de Tormentas. La Casa Tarth gobierna la isla de Tarth, situada en un margen de Bahía de Naufragios.

## Descripción
Brienne destaca por tener unos rasgos anormalmente masculinos: muy alta, musculosa, pecho plano y ancho, pelo pajizo, amplias pecas en la cara, dientes torcidos y una boca amplia de gruesos labios que parecen hinchados. Jaime Lannister destaca que lo único atractivo que posee son sus grandes ojos azules. 
A raíz de su aspecto físico poco atractivo, Brienne ha sido fruto de burlas y desprecios desde su niñez. Cuando trataba de aparentar ser una dama noble, todos se reían de ella por su fealdad y sus modales poco femeninos, y cuando empezó a vestirse y actuar como un caballero recibió el desprecio y el menosprecio de aquellos que consideraban que la caballería no era para una mujer, por mucha habilidad que pudiera demostrar. Pese a todo esto, Brienne tiene una confianza casi ingenua en los valores de la caballería y, quizás debido a que busca ganarse el respeto de los demás, trata siempre de vivir respecto al ideal de los caballeros. Es una mujer honesta y leal aunque también testaruda y brusca; no destaca en sus relaciones con los demás, mostrándose siempre retraída y callada, quizás debido al rechazo y las burlas que ha tenido que vivir a lo largo de su vida.
Se sabe que es una espadachina excelente, reconociendo esto caballeros como Jaime Lannister o Renly Baratheon, que supieron ver su destreza más allá de su poco agraciado aspecto femenino.

## Historia
Hija de Lord Selwyn Tarth, Brienne se convirtió en la única hija viva del señor de Tarth cuando su hermano mayor murió ahogado en la infancia y dos hermanas suyas murieron en la cuna. Debido a su posición como heredera de Tarth, a lo largo de su vida tuvo muchos pretendientes pero ella nunca estuvo interesada en ninguno ya que no podía amar a alguien más débil que ella, además sabía que el interés de aquellos hombres no se debía ni a su físico ni a su personalidad. Cuando empezó a interesarse en las lides de la caballería, su padre no solo no se lo impidió sino que lo aceptó al ver que su hija era más feliz con una espada que bordando o estudiando danza.
Ya en su juventud, su padre pudo concertarle matrimonios: el primero fue con un hijo menor de Lord Bryen Caron, pero el muchacho murió cuando tenía 9 años. El segundo fue con Ronnet Connington, bastante mayor que ella y que era cabeza de la decadente Casa Connington, creyendo que Brienne sería un gran partido para él. Ser Ronnet la visitó y le regaló una rosa pero le dijo que eso sería la único que obtendría de él. Posteriormente estuvo comprometida con Ser Humfrey Wagstaff, el cual aspiraba que Brienne se convirtiera en una esposa al uso cuando contrajeran matrimonio; Brienne respondió que solo aceptaría en caso de que pudiera derrotarla en combate, acabando Ser Humfrey con varios huesos rotos y el honor manchado. Tras estos sucesos, su padre desistió de buscarle marido y le permitió centrarse únicamente en sus aficiones de caballero.
Su concepción de los hombres cambió cuando conoció a Renly Baratheon, el Señor de Bastión de Tormentas. Renly visitó Tarth y conoció a la joven Brienne, a la cual trató con cortesía y ella terminó enamorándose de él. Su padre pronto la envió a Bastión de Tormentas.

### Choque de reyes
Tras la muerte del rey Robert Baratheon, Renly se traslada a Altojardín donde se proclama Rey de los Siete Reinos con el apoyo de la Casa Tyrell y de sus propios vasallos de las Tierras de Tormentas, algunos de los cuales apoyan a su hermano Stannis. Brienne forma parte del ejército de Renly que marcha hacia Desembarco del Rey. Al llegar a un bastión llamado Puenteamargo, Brienne observa atónita como varios caballeros comienzan a pretenderla y a tratarla con cortesía. Ella comienza a pensar que quizás está empezando a ser aceptada, hasta que Lord Randyll Tarly le revela que esos caballeros habían apostado quién sería el primero en llevarse su virginidad. La rabia de Brienne estalla durante un torneo que se celebra en Puenteamargo, derrotando a algunos de sus caballeros burlones y al propio Loras Tyrell, el «Caballero de las Flores». Renly Baratheon la recompensa otorgándole un sitio en su Guardia Arcoíris.
Brienne asiste a Renly en todo momento y se convierte en su guardaespaldas más próximo. Está presente durante las negociaciones de Renly con Catelyn Tully y en el parlamento entre Renly y su hermano Stannis. En la mañana anterior a la batalla entre ambos hermanos, Brienne estaba armando al rey cuando una sombra aparece en su tienda de campaña y asesina a Renly ante los ojos de Brienne y de Lady Catelyn. Brienne es acusada de su asesinato pero con ayuda de Catelyn logra escapar; sin ningún lugar adonde ir, Brienne quiere vengarse de Stannis al que cree responsable de la muerte de Renly, pero Catelyn la convence de entrar a su servicio. Brienne se convierte en guardaespaldas de Catelyn.

### Tormenta de espadas
Cuando Catelyn se entera de que sus hijos Bran y Rickon Stark han sido asesinados, le pide a Brienne que escolte a Jaime Lannister (prisionero de su hijo Robb Stark) hasta Desembarco del Rey donde debe intercambiarlo por Sansa y Arya Stark. Acompañados por Cleos Frey, Brienne y Jaime parten a través de las Tierras de los Ríos donde Brienne tiene que aguantar las continuas provocaciones y burlas de Jaime hacia ella. El grupo atraviesa varios contratiempos: Cleos muere a manos de un grupo de bandidos y Jaime consigue aprovechar un momento de despiste para hacerse con una espada y combate contra Brienne, y aunque está con las manos atadas, resulta ser igualado; en mitad del combate son capturados por la Compañía Audaz, que trabaja para los norteños después de traicionar a los Lannister.
La compañía de mercenarios trata de llevarlos hasta Harrenhal, y por el camino le cortan la mano derecha a Jaime y tratan de violar a Brienne, aunque Jaime consigue evitarlo. Sin sus capacidades de lucha, Jaime está muy deprimido y su sentido de vivir, aunque Brienne consigue convencerlo de centrarse en vengarse. Al llegar a Harrenhal, Jaime le cuenta a Brienne los motivos por los que asesinó al rey Aerys II Targaryen y de cómo evitó el genocidio de la población de Desembarco del Rey.
Ambos reciben la visita de Roose Bolton, que está al mando de Harrenhal con la ayuda de la Compañía Audaz. Lord Roose sabe que Jaime es un prisionero valioso, no así Brienne. Decide liberar a Jaime con la promesa de que le exculpará de la pérdida de su mano pero decide mantener a Brienne en Harrenhal como "divertimento" para la Compañía Audaz. Por el camino, Jaime decide regresar a rescatar a Brienne y al llegar a Harrenhal se la encuentra luchando en un foso contra un gigantesco oso armada únicamente con una espada de madera, en una parodia de la canción La Doncella y el Oso. Jaime se lanza a rescatarla y logra evitar que el oso la mate, después ambos parten juntos hacia Desembarco del Rey.
Ambos llegan a la capital tras el asesinato del rey Joffrey Baratheon. Loras Tyrell culpa a Brienne del asesinato de Renly y planea arrestarla, aunque Jaime le convence de que es inocente. En los sucesos de la Boda Roja mueren tanto Robb Stark como Catelyn Tully, y Jaime le entrega su espada de acero valyrio, Guardajuramentos, con la que le encarga rescatar a Sansa Stark, además de un salvoconducto real para poder cumplir su misión. Jaime reconoce para sí mismo que sus viajes con Brienne, y la honorabilidad y creencia de ella en los valores de la caballería le han influenciado sobremanera.

### Festín de cuervos
Brienne llega a Valle Oscuro donde se encuentra con Podrick Payne, un muchacho que fue escudero de Tyrion Lannister. Brienne busca enconadamente a Sansa y llega a Poza de la Doncella, una ciudad portuaria en las Tierras de los Ríos donde se topa con Lord Randyll Tarly. Él la reconoce y de mala gana acepta que prosiga su búsqueda, aunque le sigue recomendando que regrese a Tarth con su padre, pues según él la caballería no es asunto de mujeres.
En su camino se topa con Ser Hyle Hunt, uno de sus pretendientes en Puenteamargo, que se une a ella en su búsqueda, y también con un sujeto llamado Dick el Ágil que insiste en guiarla hasta un lugar donde podría hallarse Sansa. El grupo llega a Susurros, un bastión en ruinas que estaba ocupado por desertores de la Compañía Audaz que habían capturado a Brienne y a Jaime antaño. Pese a que Dick el Ágil muere, Brienne logra acabar con los mercenarios con ayuda de Ser Hyle. Según la información que le proporcionaron los mercenarios, Brienne parte a buscar a Sandor Clegane, que al parecer lleva prisionera a Arya Stark, la otra hija de Lady Catelyn. De nuevo en Poza de la Doncella encuentran a un septón llamado Meribald que les cuenta que Sandor Clegane está muerto.
Cruzando el río Tridente llegan a la ciudad de Salinas, que ha sido arrasada por una partida de desertores de la Compañía Audaz al mando de Rorge, el cual se ha hecho pasar por Sandor Clegane. Brienne logra acabar con Rorge en una posada pero es herida por su compañero Mordedor, aunque salvada en última instancia por Gendry, el cual entrega a Brienne, Podrick y Ser Hyle a la Hermandad sin Estandartes.
Una resucitada Catelyn Tully, ahora bajo el nombre de Lady Corazón de Piedra, lidera la Hermandad sin Estandartes y cree que Brienne la ha traicionado al ver la espada de Jaime Lannister. Brienne insiste en que está buscando a Sansa y a Arya por indicación de Jaime, pero ella sigue sin creerla y le da a elegir entre la horca o matar a Jaime Lannister para probar su lealtad; Brienne se niega a hacerlo. Ser Hyle, Podrick y Brienne son condenados a la horca, pero justo cuando Podrick estaba siendo ahorcado, Brienne grita algo para salvarlo.

### Danza de dragones
Jaime Lannister se halla en una aldea donde monta campamento con sus soldados al volver de Árbol de Cuervos, donde sella la paz con la Casa Blackwood, camino a Desembarco del Rey. Para su sorpresa aparece la propia Brienne diciendo que encontró a Sansa Stark, que se encuentra a una legua de distancia. Le dice a Jaime que debe acompañarla, pero solo, pues de lo contrario Sandor Clegane la matará.

## Adaptación televisiva

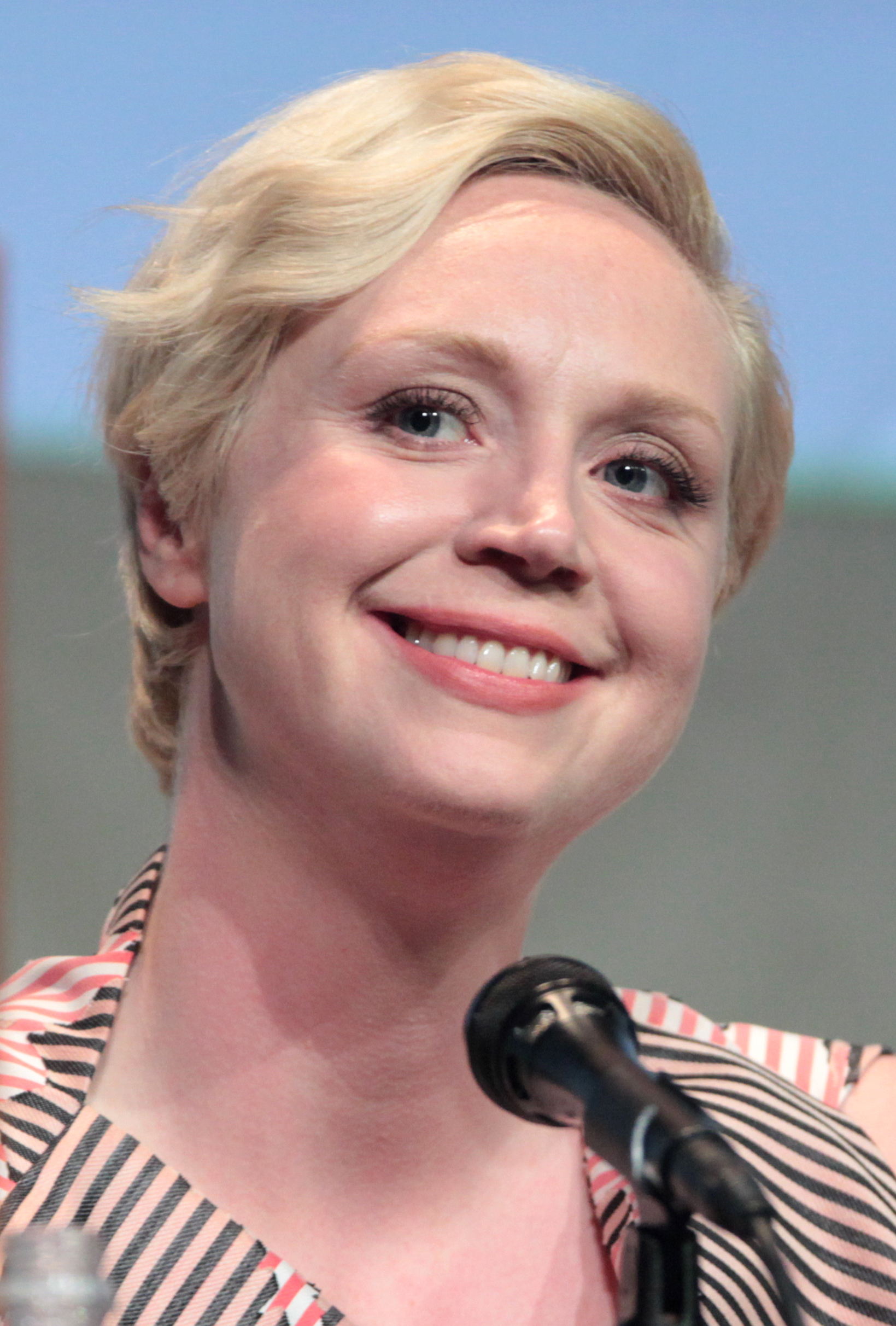
Gwendoline Christie interpreta a Brienne.

La actriz Gwendoline Christie interpreta a Brienne desde la segunda temporada hasta la actualidad.

## Teorías
Se especula con que Brienne es una descendiente de Ser Duncan el Alto.
- Martin mencionó que en Festín de cuervos aparecería un descendiente de Dunk.
- En ese libro, Brienne recuerda un escudo que vio una vez de niña en la armería de su padre, que era idéntico al que usó Dunk. Después hizo que pintaran su propio escudo con esos colores.
- Ambos eran extremadamente altos y fuertes.

## Genealogía
|  |  |  |  |                |                | ???            | ???            | ???            | ???            | ??? | ??? |               |               |               |               |               |               | Selwyn Tarth | Selwyn Tarth | Selwyn Tarth   | Selwyn Tarth   | Selwyn Tarth   | Selwyn Tarth   |                |                |  |  |  |  |               |               |               |               |               |               |  |  |  |  |
|  |  |  |  |                |                | ???            | ???            | ???            | ???            | ??? | ??? |               |               |               |               |               |               | Selwyn Tarth | Selwyn Tarth | Selwyn Tarth   | Selwyn Tarth   | Selwyn Tarth   | Selwyn Tarth   |                |                |  |  |  |  |               |               |               |               |               |               |  |  |  |  |
|  |  |  |  |                |                |                |                |                |                |     |     |               |               |               |               |               |               |              |              |                |                |                |                |                |                |  |  |  |  |               |               |               |               |               |               |  |  |  |  |
|  |  |  |  |                |                |                |                |                |                |     |     |               |               |               |               |               |               |              |              |                |                |                |                |                |                |  |  |  |  |               |               |               |               |               |               |  |  |  |  |
|  |  |  |  | Galladon Tarth | Galladon Tarth | Galladon Tarth | Galladon Tarth | Galladon Tarth | Galladon Tarth |     |     | Brienne Tarth | Brienne Tarth | Brienne Tarth | Brienne Tarth | Brienne Tarth | Brienne Tarth |              |              | Alysanne Tarth | Alysanne Tarth | Alysanne Tarth | Alysanne Tarth | Alysanne Tarth | Alysanne Tarth |  |  |  |  | Arianne Tarth | Arianne Tarth | Arianne Tarth | Arianne Tarth | Arianne Tarth | Arianne Tarth |  |  |  |  |

## Más información
- Entrevista a George R. R.Martin sobre el personaje de Brienne de Tarth.